# Hussein Bashe

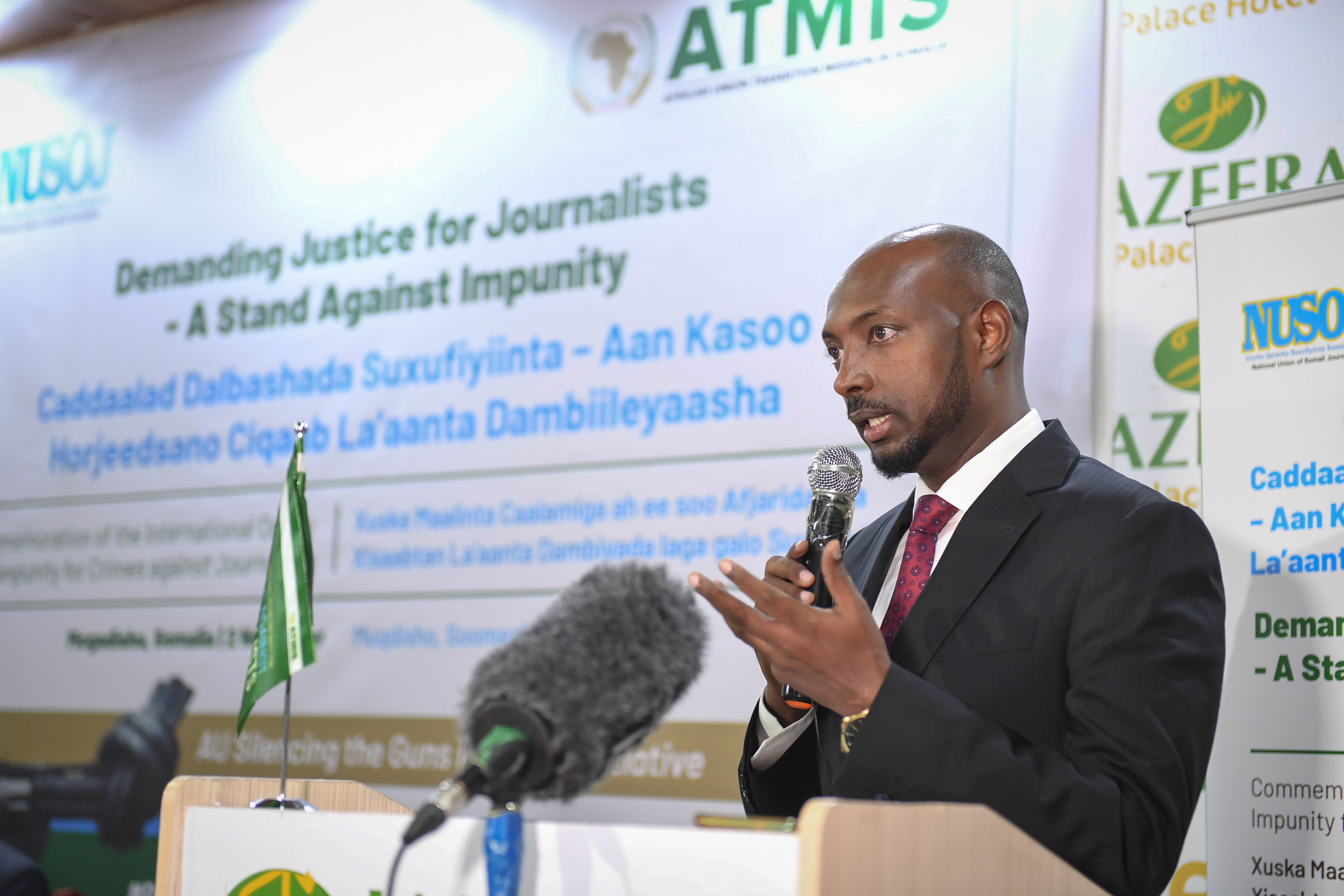
Hussein Bashe

Hussein Mohamed Bashe (* 26. August 1975) ist ein tansanischer Politiker. Er ist Mitglied der Partei Chama Cha Mapinduzi (CCM), Parlamentsmitglied und seit 2020 Landwirtschaftsminister.

## Leben

### Ausbildung
Hussein Bashe besuchte zuerst die Imeli-Primary School in Nzega dann die Volksschule in Kitongo im Distrikt Magu der Region Mwanza. Von 1991 bis 1994 war er auf der Badri Secondary School in Nzega, von 1995 bis 1998 auf der Ununio Secondary School. Anschließend studierte er Marketing an der Universität Mzumbe und schloss dies 2002 mit dem Titel Bachelor der Betriebswirtschaftslehre ab.

### Beruf
Von 2003 bis 2004 arbeitete Hussein Bashe an der National Microfinance Bank, von 2004 bis 2005 war er Gebietsverkaufsleiter bei der Telekommunikationsfirma Celtel Tansania, dann in verschiedenen Management-Positionen bei Mwananchi Communications Limited, einem großen Printmedienunternehmen in Tansania. Im Jahr 2007 wechselte er zu Haberi Media, ebenfalls einem Medienunternehmen, wo er 2010 zum Geschäftsführer aufstieg und dies bis 2015 blieb.

## Politik
Seine politische Laufbahn begann Hussein Bashe im Jahr 2005 mit der Mitgliedschaft bei der Partei Chama Cha Mapinduzi. Im Jahr 2015 wurde er Parlamentsmitglied für den Wahlkreis Nzega Mjini und 2020 ernannte ihn Präsident Magufuli zum Vizeminister im Agrarministerium. Seit 2022 ist er Landwirtschaftsminister.